# 中越戦争
中越戦争（ちゅうえつせんそう、中国語: 中越战争、ベトナム語：Chiến tranh biên giới Việt–Trung 1979 / 戰爭邊界越-中 1979）は、1979年2月17日に起こり同年3月16日まで続いた中華人民共和国とベトナム（越南）との間の戦争である。発端となったカンボジア・ベトナム戦争と併せ、ベトナム独立戦争とベトナム戦争・ラオス内戦・カンボジア内戦に続く「第三次インドシナ戦争」とも呼ばれている。
中国では、「中越国境自衛反撃作戦」（中越边境自卫还击作战）と呼ばれたり、80年代の国境紛争とを併せて「対越自衛反撃戦」（对越自卫反击战）と呼び、ソ連・ベトナム連合の侵攻を恐れての侵攻と主張している。
ベトナムが1978年にカンボジアに侵攻し、中国が支援していたカンボジアのクメール・ルージュ政権が崩壊したことから、中国がベトナムへ懲罰として侵攻することで始まった。
1979年2月17日に中国人民解放軍がベトナム国境3カ所から攻勢を仕掛け。中国軍は一時的にベトナム北部の主要都市を占領するが、後にベトナム側の対抗に苦戦し撤退した。
その後中越両国は関係改善の兆しを見せ、1991年には両国関係を正常化した。しかし西沙諸島や南沙諸島等では両国の領土問題は改善されず、両国間の問題も残った。

## 背景

### ベトナムとカンボジアの対立
1975年にベトナム戦争が終結すると、北ベトナムが南ベトナムを併呑するようにして、新たに統一ベトナムが誕生した。統一ベトナムは隣国ラオスと軍事同盟を結んでベトナム軍を駐留させた。
一方、ベトナムの隣国カンボジアでは、ベトナム戦争終結直前の1975年4月にロン・ノルの親米政権が倒れ、翌1976年1月にポル・ポト率いるクメール・ルージュが政権を奪取し、民主カンプチアの成立を宣言した。クメール・ルージュ政権はまもなく大量虐殺を伴う恐怖政治を行うようになった。クメール・ルージュ政権は、ベトナムとラオスの一連の情勢変化を、北ベトナムが着々とインドシナ全域へ支配領域を広げていると解釈し、次はカンボジアが併呑されるという強い危機感を持つようになった。
加えて、フランス支配以前、ベトナムとカンボジアの両国はメコンデルタの領有権を争っており、旧来からの因縁があった。結果、両国間では対立が激化し、1978年1月に国境紛争によって国交を断絶した。同年4月18日には越境しベトナム国内に侵入したクメール・ルージュの部隊が2週間に渡り3157人の住民の殆どを殺害したバチュク村の虐殺事件を起こした。
ベトナム政府にとって、これらのカンボジアとの未確定の国境問題や、ポル・ポト政権によるカンボジア領内のベトナム系住民への迫害・小規模だが繰り返されるベトナムへの侵攻・挑発は看過できないことであった。

### カンボジア・ベトナム戦争
上述した対立の結果、ベトナムは、1978年12月25日に、カンボジアから亡命していたクメール・ルージュの軍司令官ヘン・サムリンたちを支援するという形でカンボジアに侵攻し、翌1979年1月にプノンペンを攻略、ヘン・サムリンによる親ベトナムのカンボジア政権を樹立した。
ポル・ポトは密林地帯に逃亡しポル・ポト政権は崩壊した。カンボジア側からすれば、ベトナムがインドシナの覇権を握る野望を持っているのではないかという危惧が、現実のものとなったのである。タイをはじめとする東南アジア諸国も、同じ危惧を人口の多いベトナムに対し抱いており、ベトナムのカンボジア侵攻を非難し、カンボジアを擁護していた。

### 中国のクメールルージュへの友好関係とベトナムとの対立関係
ポル・ポト政権は政権を握ったポル・ポトらがソ連ではなく、中国から支援を受けていた。
中国は、第一次インドシナ戦争とベトナム戦争のあった毛沢東時代に、ベトナム政府を武器によって支援していたが、その武器を用いて中国の友好国であるカンボジアのポル・ポト政権を崩壊させたことは、「恩を忘れた裏切り行為」と映った。
また、統一ベトナム成立後の社会主義化政策が旧南ベトナム地域の経済で力を持っていた中国系住民（華僑、華人）の国外脱出を促し、周辺国が難民を受け入れざるえなくなったことで、周辺国のベトナムへの不信や反感が高まったこと、さらに行き場のない難民が多数、同じ社会主義国であるにもかかわらず中国にも結果的に逃げ込もうとしてきたことから、受入れをめぐってベトナムと紛糾することになったことも中国を戦争に駆り立てることになった。1978年8月25日、中越両国が華僑問題で副外相級の交渉を行っている最中、中越国境で「友好関門事件」が発生。その日の午前10時頃、ベトナムは軍と警察を動員して友好関門のベトナム側の難民用小屋を撤去し、華僑を殴打して追い払った。中国政府によると、この事件で死者4人、負傷者10人（うち重傷者9人）が発生し、約1,600人の華僑が友好関門から中国側に逃れ、さらに「数百人」の華僑が山岳地帯を経て中国側に逃れたと報告されている。

また、帰属する領土をめぐってベトナムと中国の間に違いがあり、双方が自国領土に相手国兵士が侵入してきた、相手国軍が自国領土に対し銃砲撃を加え挑発行為をしてきた、死傷者が出たと非難し合い、そのたびに緊張が高まっていた。
1978年10月20日には、中国軍が越境してベトナム側の集落を攻撃、民家1000戸以上を焼き払い、略奪を行うなどベトナム侵攻の予行演習的な動きも見せた。

## 戦況推移

### 人民解放軍の越境

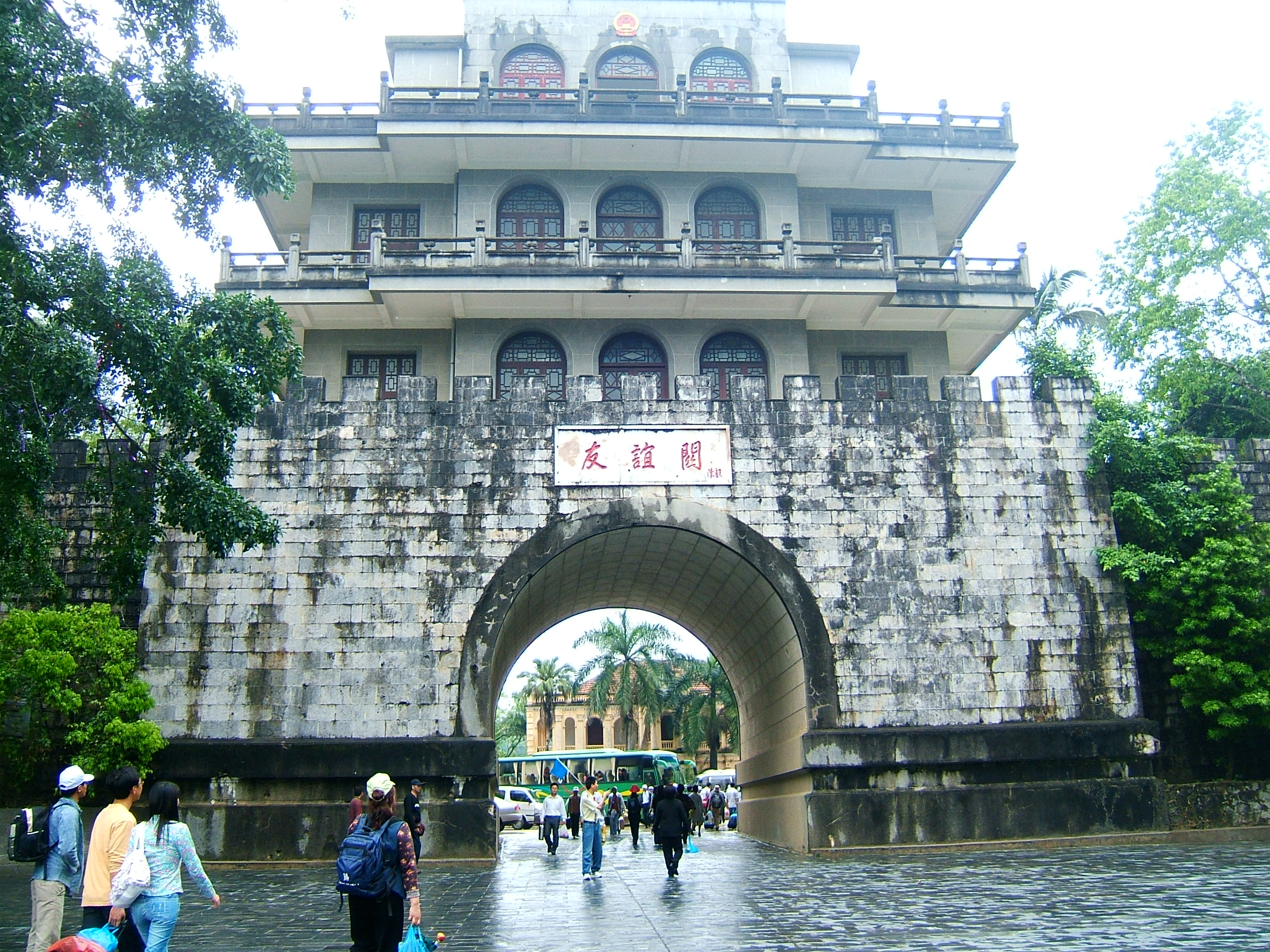
戦場となった中越国境の友誼関

1979年1月1日以降、中国は56万人の兵隊をベトナム国境に集結し威圧を開始。2月15日、中国共産党最高機関の中央委員会副主席鄧小平は「同盟国カンボジアへの侵攻と同国内の中国系華人の追放（ベトナム側はこれを否定）」を理由とし、「ベトナムに対する懲罰的軍事行動」を正式発表し、宣戦布告する。
次いで2月17日、中越国境地帯全域から1500門の重砲による砲撃の後、ラオカイ、カオバン、ランソン各市占拠を第一目標として、10個軍30万名からなる軍勢をもって西部・北部・東北部の三方面からベトナム国境を侵犯した。
この時期、ベトナム軍主力はカンボジアにあり、とくに西部には第316と、第345歩兵師団を中心とした正規軍2個師団ほど（約2万人）と民兵しかいなかったが、西部に限らずこの民兵はベトナム戦争において米軍に勝ちベトナムを統一した主力退役兵を再集した部隊であったために、実戦経験が豊富、さらにベトナム戦争時の大量のソ連製・中国製の長距離砲を含む各種の武器弾薬を保有。加えて旧南ベトナム政府軍やラオス内戦当時の右派ミャオ族から接収したアメリカ製兵器（M16A1アサルトライフル、M101 105mm榴弾砲、M114 155mm榴弾砲、M113装甲兵員輸送車、M41ウォーカー・ブルドッグ、M48パットン、UH-1 イロコイ汎用ヘリ、F-5 フリーダムファイター軽戦闘機、A-37 ドラゴンフライ軽攻撃機、A-1 スカイレイダー攻撃機など）の大半も使用可能であり、正規軍に匹敵する精鋭が揃っていた。
中国人民解放軍は国産62式軽戦車、T-54中戦車のライセンス生産型である59式中戦車を主力にベトナム各地に侵攻したが、ソ連から供与されたRPG-7対戦車擲弾筒や9M14対戦車ミサイルといったベトナム軍の兵器により多数が撃破され、またベトナム国境付近は地雷原のため、人海戦術を用いてさえ歩兵を進めるのは困難だった。
そのため中国軍は軽戦車から69式戦車といったMBT(主力戦車)まで投入、地域によっては山越えをしてベトナム側面に回りこむ策に出、さらにゲリラ戦に遭うのを防ぐため徹底的に山やジャングルを70式130mm30連装自走ロケット砲や火炎放射器で攻撃した。
文化大革命の悪影響や兵站等の準備不足に加え、初期の戦闘で中国軍の損害を大きくした原因の一つにベトナム軍の長距離砲（例えば第3歩兵師団ではM-30かD-30と思われるソ連製122mm長距離榴弾砲を使用していたことが確認されている）があり、加えてベトナム軍の砲兵陣地は強固で、それを潰さない限りベトナム軍防衛線を突破できないため、中国軍は対砲兵レーダーをも使用した。
対するベトナム軍は、兵力において圧倒的に勝る中国軍の背後機動を防ぐため、複数の陣地を構築、敵に損害を与えつつ後退する縦深陣地戦を多用した。
中国軍はその後、主力を欠くベトナム軍の後退に合わせ進軍、2月25日にカオバン、2月26日にラオカイを、3月5日にはベトナム北東部の要所ランソンを占領、ベトナム北部の五つの省を制圧したが、野戦軍はその過程で大きな被害を受けていた。
一方、ベトナム軍は包囲されることなくランソンから後退し、南方に約100km離れたハノイ郊外に構築された巨大陣地に入った。ハノイ市民も陣地構築を手伝い、軍とともに小銃や対戦車火器を抱いて陣地に入り、決戦の構えをみせた。

### 撤退
ランソンを中国軍が占領したその日の夜、ついにカンボジア方面に展開中だったベトナム軍主力が合流し、ハノイ郊外の巨大陣地には5個師団が入った。ベトナム軍主力と軍事衝突すれば、野戦軍のさらなる被害増大と占領地の維持が危うくなることから、直ちに中国共産党中央軍事委員会は撤退を決定、翌日の3月6日の「ベトナムへの軍事的懲罰の完了」宣言とともに、中国軍に対し撤退を命じた。撤退を始めた中国軍に対しベトナム軍主力は追撃開始するも、中国軍は占領していた省から撤退するにあたり、設備や家畜などを略奪し、住宅やインフラを徹底破壊する非人道的な焦土作戦を行い、3月16日までにベトナム領から撤退した。中越双方が勝利宣言し、戦争は終結した。
中国軍がベトナム北部を制圧しながら、突然撤退した背景には、ベトナム軍の激しい抵抗や、自軍の指揮命令系統が問題を抱えていたこと、ソ連が介入する可能性への懸念があったとされる。一方で、中国軍にとっては、人海戦術による多大な人的損失は覚悟しながらも、実情は彼らの想像をはるかに超える損害であったのではないかと思われるものの、中国側からすれば、領土紛争をめぐって自身の受けた侵入や攻撃の制裁を行い、当初の戦争目的を果たしたと言いうる状態を達成した形となっている。
当時ベトナム軍は、ベトナム戦争での実戦経験に加え、ソ連からの支援を受け、高い水準を開戦直後より維持していた。
中国では中ソ対立以前のソ連製兵器をもとに装備の自主開発をおこなってきた。例えば、当時中国軍の最新型戦闘機は 殲撃七型であったが、ベトナム軍ではMiG-21の完成型、MiG-21bisが運用されていた。
中国軍主力機は殲滅七型、レーダー搭載殲撃六型、レーダーを搭載せず武装搭載量も貧弱な殲撃五型で、爆撃機は轟炸五型や轟炸六型であった。
地上では、中国軍はT-54のデッドコピー、59式戦車や、それをスケールダウンした62式軽戦車が多く、ベトナム陸軍も関係悪化以前に供与されていた59式戦車と、そのオリジナルのT-54やT-55が主力で、旧式のT-34-85さえも使用されていた。
戦争を取材した欧米の記者達は、中国軍がベトナム軍の縦深防御陣地に自殺的な突撃を行い大量の死者を出していると発信した。
また、当時の人民解放軍はプロレタリア文化大革命の影響で階級を廃止しており、複数部隊が合流したり共同して戦闘を行う際、それぞれの指揮官の序列が曖昧になり、混乱をきたした。
また、指揮官が戦死、あるいは戦傷で指揮不能になった時に、代わって指揮をとる次級者の序列が存在せず、指揮命令系統が崩壊する例が多かったと言われる。
この戦争の後、中国において軍の近代化が最優先の国家目標とされることとなる。
中国は短期間でベトナムを制圧できると考えていたにもかかわらず、自国の指揮系統が内部崩壊することを全く想定していなかった。
この戦争の犠牲者に関しては、中国人民解放軍の昆明軍区の報告書「対越自衛反撃戦総結」では2月17日～27日までにベトナム軍1万5000人を殲滅し、2月28日から3月16日までに3万7000人を殲滅したと主張、自軍戦死者は6954人戦傷者は1万4800人ほどだと報告している。
一方ベトナム国防省の軍事歴史院が編集した「ベトナム人民軍50年 (1944-1994)」では60万人の中国軍の内2万人が戦死、4万人が負傷、合わせて1割の死傷者が出たと記している。

## ソ連のベトナム支援
当時、3つの世界論からソ連を敵視した中国は、中ソ国境紛争ではソ連軍と交戦するなど対立関係にあった（中ソ対立）。
さらに1978年11月3日にベトナムがソ連とソ越友好協力条約を結んだことも中国を刺激し、中国にとって、ベトナムへの侵攻は、ソ連が同盟国を支援するか試す狙いもあったとされる。中国はソ連との直接戦争にも備えてソ連との国境から警報で民間人を避難させ、大部隊を駐留させて開戦の準備も着々と進めていた。
中国の計算通りソ連はベトナムを支援するも直接軍事介入に出ることはなかった。ただし、示威行為のためソ連の水上艦が黄海に入っている。
1979年1月28日から2月5日にかけてアメリカ合衆国を訪問した鄧小平はベトナムに懲罰的軍事行動を行う用意があることをアメリカ合衆国大統領のジミー・カーターに示唆していた。
2月16日にソ連との軍事同盟であった中ソ友好同盟相互援助条約は期限切れとなり、鄧小平はアフガニスタンとモンゴル人民共和国からのソ連軍の撤退などを受け入れない限り条約を更新しないことを表明した。
海外の多くの中国・ベトナム２国間関係の専門家が、戦争になれば、当時のソ連に支援された近代兵器を持つベトナムに対し中国軍は犠牲を厭わず人海戦術をもって攻撃を行い、友誼関からランソンまで攻め込み、ランソンを落とした後は、いったん軍を自国が領土と考える位置まで引揚げ、そこであらためてベトナムと話し合いに入るであろうと予想した。ランソンは、ここを落せば後はなだらかな平野が続き、一瀉千里に首都のハノイまで攻め込むことの出来る戦略上の要衝であり、ここを落すことによって、中国はハノイを確実に落せるだけの意志と力があることを示したことになると考えられていたためである。

## 戦後
毛沢東死後の権力闘争を争っていた鄧小平は朝鮮戦争以来の大規模なこの戦争を主導したことで確固たる権力基盤を確立したとされる。また、再び中国に亡命してきたノロドム・シハヌークを保護し、シアヌークにポル・ポトおよび親米右派のソン・サンとの共同戦線を強いたことで設立させた民主カンプチア連合政府（CGDK）を支援することにより、ベトナムの影響力伸長を嫌っていたASEAN諸国と中国を関係改善させることに鄧小平は成功した。また、中国はフルロなどベトナム国内の少数民族による反政府活動を支援した。
これらにより中越の緊張関係は続き、1979年から1989年にかけては中越国境紛争や赤瓜礁海戦などが引き起こされ、敗れたベトナムは、中国にとって有利な条件での国境線画定を余儀なくされ、中国の支配地域が拡大した。
ベトナムはヘン・サムリン体制を保護するため、その後もカンボジア駐留を続け、1980年6月には隣国ラオスとタイの国境紛争に介入しタイに侵攻するなど、影響力強化のための軍事介入を続けたが、改革開放路線であるドイモイ体制が始まると、1989年には、カンボジアに派遣されていたベトナム軍に対し、ベトナム共産党書記長のグエン・ヴァン・リンは撤退を命じ、同年9月には撤退完了した。これはCGDKを支援してきた中国やASEAN諸国との関係改善の糸口となった。
1990年9月3日、リン書記長はドー・ムオイ首相、ファム・ヴァン・ドン元首相と共に、秘密裏に中国四川省成都市を訪問し、江沢民中国共産党総書記と会談した。この訪問は、中越戦争以来初めてのベトナム指導者の訪中であり、中越戦争時の捕虜交換や国境地帯の非武装化など国交正常化の基本条件で合意することとなった。
1991年のソ連崩壊後、中越国境が確定した。大陸国境線は2000年代に入って画定したが、西沙諸島および南沙諸島の国境線は画定されておらず、領有権を巡って領土問題は残され、双方の武装船が相手方漁船を銃撃する事件がたびたび起こった。
2002年、ベトナムを訪問した江沢民中国共産党総書記に対し、ベトナム側が中越戦争を「中国の侵略行為」として謝罪を求めたが、江沢民は「戦争の原因はベトナムのカンボジア進攻」として、謝罪を拒否した。さらに江沢民は、ベトナム側首脳に対して、「もう過去のことは忘れよう」「（中越）両国は未来志向であるべきだ」と主張、ベトナムで使用されている教科書から中越戦争の記述を削除するよう要求した。
2011年に入ると南シナ海で両国の対立が激化、6月には南沙諸島周辺海域においてベトナム漁船が中国軍艦艇から銃撃を受ける、ベトナムの石油探査船の調査用ケーブルが中国の海洋監視船に切断されるなどの事件が頻発した。
また、同海域において中国軍、ベトナム軍が共に大規模軍事演習を行うなど緊張が高まっている。
一方ベトナム国内でも、思想や表現の自由がない共産党政権下では異例の大規模反中デモが度々認められるなど、国民の間でも反中感情が高まっている。これらの事情からベトナム政府は1979年以来となる徴兵令を発令し、アメリカ軍との合同軍事演習も予定している。
多数の第4世代ジェット戦闘機をはじめとした膨大な戦力を有する中国人民解放軍との戦力格差は歴然としており、ベトナムと中国との微妙な緊張関係が続いている。

## 日本人犠牲者
日本共産党の機関紙赤旗のハノイ特派員だった高野功が取材中に中国兵に銃殺されてこの戦争で唯一の日本人犠牲者となっており、ランソンでは高野功の記念碑が現地のベトナム共産党委員会により管理されている。

## 関連書籍
- 田岡俊次. 2007. 『北朝鮮・中国はどれだけ恐いか』朝日新聞社. ISBN 4022731362.
- 昆明軍区.『對越自衛反撃戦総結』
- ベトナム軍事歴史院.『ベトナム人民軍50年(1944-1994)』
- 高野功『三月七日、ランソンにて―「赤旗」ハノイ特派員高野功記者の記録』 1979年　新日本出版社
- 『MC☆あくしず Vol.43』ワールドバトルフィールドサテライト（印度洋一郎、pp.83-91）イカロス出版、2017年2月1日発行

## 中越戦争を描いた作品

### 映画
- 新兵马强（1981年、中国、日本未公開）
- 射程内の街（1982年、ベトナム）
- 戦場に捧げる花（1984年、中国、原題：高山下的花環、監督：謝晋）
- 特攻大戦略 コードネーム・フラッシュ（1988年、香港）
- ミッシング・ガン（2002年、中国、主人公が中越戦争で出征した場面が挿入される）
- 芳華-Youth-（2017年、中国）

### 音楽
- 血染的風采（中国語版）

中越紛争に従軍した音楽大学の学生が作曲した。歌詞の内容から、のち六四天安門事件の代表曲の一つにもなった。